# Patrimoine culturel
Pour les articles homonymes, voir Patrimoine.
Ne doit pas être confondu avec Capital culturel.

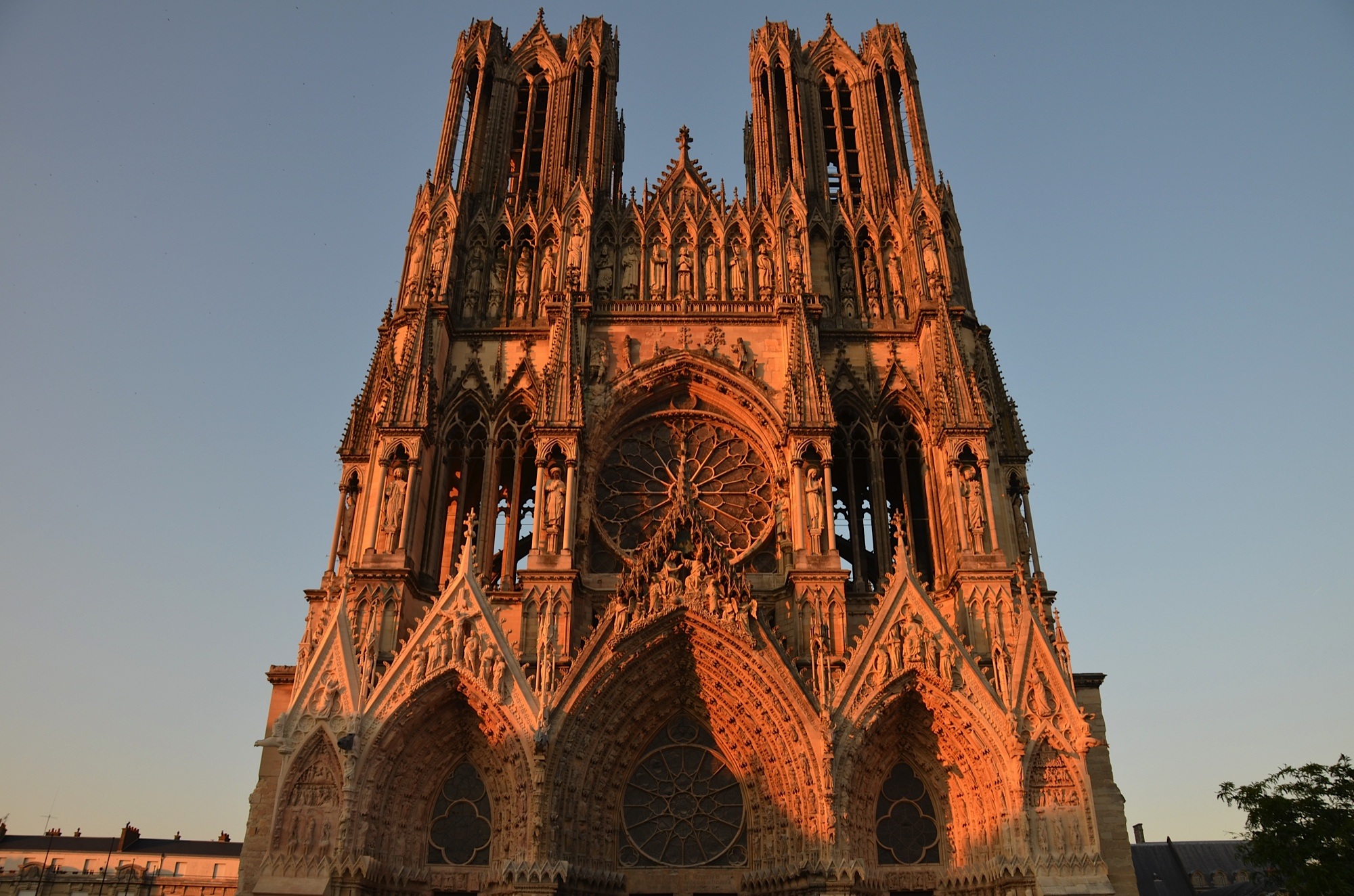
La cathédrale de Reims.
Exemple de patrimoine culturel à l'échelle mondiale. La cathédrale Notre-Dame est très directement liée à l'histoire de la monarchie française, et donc plus généralement à l'histoire de la France selon le site de l'UNESCO. Elle est inscrite au patrimoine mondial de l'UNESCO depuis 1991.

Le patrimoine culturel se définit comme l'ensemble des biens, matériels ou immatériels, ayant une importance artistique et/ou historique certaine, et qui appartiennent soit à une entité privée (personne, entreprise, association, etc.), soit à une entité publique (commune, département, région, pays, etc.) ; cet ensemble de biens culturels est généralement préservé, restauré, sauvegardé et montré au public, soit de façon exceptionnelle (comme les Journées européennes du patrimoine qui ont lieu un week-end au mois de septembre), soit de façon régulière (château, musée, église, etc.), gratuitement ou au contraire moyennant un droit d'entrée et de visite payant.
- Le patrimoine dit « matériel » est surtout constitué des paysages construits, de l'architecture et de l'urbanisme, des sites archéologiques et géologiques, de certains aménagements de l'espace agricole ou forestier, d'objets d'art et mobilier, du patrimoine industriel (outils, instruments, machines, bâti, etc.).
- Le patrimoine dit « immatériel » peut revêtir différentes formes : chants, coutumes, danses, traditions gastronomiques, jeux, mythes, contes et légendes, petits métiers, témoignages, captation de techniques et de savoir-faire, documents écrits et d'archives (dont audiovisuelles), etc.

Le patrimoine fait appel à l'idée d'un héritage légué par les générations qui nous ont précédés, et que nous devons transmettre intact ou augmenté aux générations futures, ainsi qu'à la nécessité de constituer un patrimoine pour demain. On dépasse donc largement la simple propriété personnelle (droit d'user « et d'abuser » selon le droit romain). Il relève du bien public et du bien commun.

« La culture ne s'hérite pas, elle se conquiert. »

— André Malraux (1935)

## Genèse de la notion de patrimoine

### Étymologie
Apparue au XIIe siècle, la notion de « patrimoine » (du latin patrimonium, héritage du père) se définit étymologiquement par extension comme l'ensemble des biens hérités de la famille.

### Moyen Âge et Renaissance
Jean-Pierre Babelon et André Chastel expliquent que les prémices de la notion de patrimoine (et donc de la
patrimonialisation) relèvent d’abord du « fait religieux » et du « fait monarchique ». Ils expliquent que, si l’on ne peut pas parler de patrimoine au Moyen Âge, se développent déjà à cette époque des réflexions sur la sauvegarde et la préservation d’objets investis de valeurs. Ces premiers objets sont les reliques des saints, les regalia, les collections des bibliothèques royales et princières, les archives d’institutions royales et religieuses (abbayes) et les édifices anciens.
Krzysztof Pomian situe dans l’Italie de la Renaissance l’origine de la constitution du patrimoine culturel européen, dans les trésors et collections particulières.

### XVIIesiècle
Les Bénédictins de Saint-Maur formaient une congrégation fondée en 1618. Elle a fourni une école historique et critique, commencée en 1632 par leur supérieur général Dom Tarrisse, qui a produit un grand nombre d'auteurs et des centaines de collections monumentales comme Gallia Christiana, L'Art de vérifier les dates, l’Histoire littéraire de la France, l’Histoire générale de Languedoc, dont la valeur d'érudition est omniprésente[réf. souhaitée].
On peut citer comme précurseur, au XVIIe siècle, le collectionneur François Roger de Gaignières (1642-1715) qui parcourt toute la France pour sauver la mémoire du Moyen Âge en faisant dessiner les monuments et objets d'art et en accumulant des copies de documents historiques dans la lignée des bénédictins mauristes, des manuscrits, médailles… Finalement, il a dressé l'inventaire du patrimoine français vers 1700 et a créé un musée réputé. Il a aussi voulu, en vain, créer un service public de protection des monuments,.

### Émergence de l'idée de patrimoine pendant les Lumières
Dès le XVIIIe siècle, on commence à considérer le patrimoine. C'est la Révolution française qui lance la protection des biens culturels. Lors d'un de ses rapports à la Convention, l'abbé Grégoire (1750-1831), juriste et homme politique révolutionnaire, affirme que « le respect public entoure particulièrement les objets nationaux qui, n'étant à personne, sont la propriété de tous […] Tous les monuments de sciences et d'arts sont recommandés à la surveillance de tous les bons citoyens ». Pour Quatremère de Quincy, qui réagit aux campagnes d'Italie et au déplacement des œuvres d'art, Rome est un « grand livre » dont il importe de tenir ensemble toutes les pages. « Le pays est lui-même le muséum », écrit-il, faisant du lieu et non plus de l’objet l’unité indivise de l’art. Ses Lettres à Miranda sont parfois considérées comme le premier traité destiné à la protection du patrimoine.
Mais cette protection du patrimoine ne se fait que progressivement. Les premiers éléments intégrés dans cette appréciation sont les œuvres d'art (tableaux et sculptures) conservées et parfois exposées dans les premiers musées et les livres. Les livres et plus généralement les bibliothèques sont protégés au titre de l'instruction du peuple. Les œuvres architecturales, et notamment ecclésiastiques ou seigneuriales, ne bénéficient quant à elles lors de la Révolution française d'aucune protection et sont bien souvent vendues à des particuliers, libres de les démolir pour en revendre les matériaux de construction ou de les transformer en logements, usines, étables…
En revanche, cette même Révolution s'attache à la protection des biens culturels confisqués aux émigrés, aux ordres religieux ainsi qu'aux institutions dissoutes : seuls parmi les biens nationaux, les objets d'art et les livres sont protégés de la vente et leur conservation est organisée : des dépôts révolutionnaires sont créés dans chaque département, des comités successifs sont chargés de s'assurer du traitement des livres qui font l'objet de circulaires et de conseils concernant leur conservation et leur catalogage. L'abbé Grégoire suit particulièrement la gestion et le traitement des collections de livres, regroupées dans des dépôts littéraires départementaux.
Claude Henri de Rouvroy de Saint-Simon fut l'un des principaux « promoteurs » de ce type d'entreprise.

### XIXesiècle: structuration de la protection du patrimoine en France
En 1804, l'État confie les bibliothèques issues des dépôts révolutionnaires aux municipalités. Celles-ci, sous tutelle du ministère de l'Instruction publique, font l'objet d'une grande attention des ministres successifs, en particulier François Guizot et Narcisse-Achille de Salvandy. De nombreuses circulaires s'attachent à éviter les ventes, conseiller les échanges, réclamer le catalogage, donner des instructions en matière de conservation, et par la voie des souscriptions le ministère enrichit de dons ces bibliothèques. Un poste d'Inspecteur des bibliothèques est créé à la même période et sa mission principale concerne les collections.

### XXesiècle: de la Commission internationale de coopération intellectuelle à l'UNESCO
Après la Première Guerre mondiale, le philosophe Henri Bergson a l'idée d'étendre la notion de patrimoine culturel en participant en 1921 à la naissance de la Commission internationale de coopération intellectuelle, ancêtre de l'UNESCO.
Au sortir de la Seconde Guerre mondiale, en 1945, l'UNESCO, telle que nous la connaissons aujourd'hui, est créée, et a son siège international à Paris.
Au départ, l'expression patrimoine culturel désigne principalement le patrimoine matériel (sites, monuments historiques, œuvres d'art…). L'UNESCO a établi en 1972 une liste du patrimoine mondial, composée de plusieurs centaines de sites dans le monde.
En France, le décret du 10 février 1976 officialise la Convention pour la protection du patrimoine mondial, culturel et naturel adoptée par la 17e conférence de l’UNESCO le 16 novembre 1972.

## Le patrimoine culturel aujourd'hui

### Extension du sens
La conception du patrimoine culturel évolue depuis les années 1980 : « Une nouvelle forme de passion du passé semble saisir les sociétés industrielles de l’Occident. Tout devient patrimoine : l’architecture, les villes, le paysage, les bâtiments industriels, les équilibres écologiques, le code génétique. Le thème suscite un consensus assez large, car il flatte à bon compte diverses attitudes nationalistes ou régionalistes. Jouant sur une certaine sensibilité écologique, il apparaît en tout cas comme un contrepoint raisonnable face aux menaces et aux incertitudes du futur ». C'est ainsi qu'on adjoint au patrimoine culturel une liste Mémoire du monde (1992), qui recense les collections documentaires d'intérêt universel (Déclaration des droits de l'homme et du citoyen, instauration du système métrique, mémoire du canal de Suez…).

### Patrimoine culturel immatériel
En juin 1997, la notion de « patrimoine oral de l’humanité » est définie, à l’initiative d’intellectuels marocains et de l'UNESCO, lors d'une « consultation internationale sur la préservation des espaces culturels populaires » à Marrakech.
On s'oriente alors progressivement vers une conception du patrimoine qui inclut à la fois un patrimoine matériel, mais aussi un patrimoine culturel immatériel (PCI). Les traditions vivantes (carnaval de Binche par exemple) et documentaires sont reconnues au même titre que les monuments et œuvres d'art du passé. La Convention pour la sauvegarde du patrimoine culturel immatériel est adoptée par l’Unesco en 2003.
Cette conception est également marquée par une « guerre du patrimoine » engagée entre l'Organisation mondiale du Commerce (OMC) et l’UNESCO, et dans laquelle la France, en raison de sa tradition et de ses intérêts dans l’économie culturelle, joue un rôle moteur en défendant « l’exception culturelle ».

### Patrimoine culturel subaquatique
La notion de patrimoine culturel inclut l'héritage humain immergé, depuis plus de cent ans, dans les mers, les océans ou tout autre environnement subaquatique. Le patrimoine culturel subaquatique est de plus en plus accessible depuis l'invention du scaphandre. De nombreux pillages de sites archéologiques subaquatiques ont déjà eu lieu. La Convention sur la protection du patrimoine culturel subaquatique de l'UNESCO (2001) défend ce patrimoine, jusqu'alors très peu protégé juridiquement. Cette convention permet aux États parties de défendre leur patrimoine culturel subaquatique via un mécanisme juridique international.

## En Europe

### Initiatives européennes
Les initiatives européennes en matière de patrimoine culturel sont coordonnées par le Conseil de l'Europe.

#### Convention de Grenade
La Convention pour la sauvegarde du patrimoine architectural de l’Europe a été adoptée le 3 octobre 1985 à Grenade en Espagne après vingt années de coopération européenne en matière de patrimoine architectural. Connue sous le nom de « Convention de Grenade », elle est entrée en vigueur le 1er décembre 1987 sous l'égide du Conseil de l’Europe. Pour la première fois sont inscrits dans un traité international les principes de la « conservation intégrée ». La Convention vise à renforcer et promouvoir les politiques de sauvegarde et de mise en valeur du patrimoine architectural en Europe. Elle affirme par ailleurs la nécessité d'une solidarité européenne autour de la conservation de ce patrimoine et vise à favoriser une collaboration concrète entre les Parties. Elle pose les principes d'une « coordination européenne des politiques de conservation » afin d'aboutir à une concertation sur les orientations des politiques à mettre en œuvre.

#### Réseau européen du patrimoine
Le réseau européen du patrimoine HEREIN est un programme réalisé sous l’égide du Conseil de l’Europe avec le soutien de l’Union européenne et d’un consortium de partenaires publics et privés. Il vise à fédérer les administrations publiques européennes responsables des politiques et stratégies nationales dans le secteur du patrimoine culturel pour former un réseau de coopération unique dans le domaine du patrimoine culturel, grâce à une base de données qui offre un inventaire et une terminologie.
Ce programme a pour origine la 4e conférence européenne des ministres responsables du patrimoine culturel organisée à Helsinki par le Conseil de l’Europe en mai 1996, qui a recommandé : « …d’étudier la mise en place d’un système permanent d’information (Réseau européen d’information sur le patrimoine) à la disposition des administrations, des professionnels, des chercheurs et des spécialistes de la formation pour connaître l’évolution du patrimoine dans les divers pays, en utilisant l’acquis du rapport sur les politiques du patrimoine architectural en Europe précédemment établi par le Conseil de l’Europe… »
Les thèmes présentés :
- les systèmes de protection en vigueur ;
- les inventaires établis ou en cours d’établissement ;
- la protection proprement dite ;
- le financement public/privé[17] ;
- les modalités de réalisation des travaux de restauration ;
- les savoir-faire impliqués ;
- les politiques menées en matière d’information et de communication vis-à-vis du public ;
- diverses remarques sur la mise en œuvre de la politique de « conservation intégrée », couvrant son application pratique comme ses perspectives[18].

#### Journées européennes du patrimoine
Dans la lignée des journées du patrimoine organisées en France depuis 1984, les Journées européennes du patrimoine, une initiative conjointe du Conseil de l'Europe et de la Commission européenne depuis 1999, sont les événements culturels participatifs les plus célébrés partagés par les habitants et les visiteurs d'Europe. Elles contribuent à rapprocher les citoyens et à mettre en valeur la dimension européenne du patrimoine culturel dans les 50 États signataires de la Convention culturelle européenne de 1954.

#### Autres conventions du Conseil de l'Europe
Parmi les autres conventions du Conseil de l'Europe, on peut citer :
- la Convention européenne pour la protection du patrimoine archéologique (La Valette, 1992) ;
- la Convention européenne relative à la protection du patrimoine audiovisuel (Strasbourg, 2001) ;
- la Convention européenne sur la valeur du patrimoine culturel pour la société (Faro, 2005) : c'est une « convention-cadre » du Conseil de l'Europe qui définit les enjeux, les objectifs généraux et les champs possibles d’intervention dans lesquels les États membres sont invités à progresser[20] (Conseil de l'Europe). La Convention de Faro définit le patrimoine culturel comme « un ensemble de ressources héritées du passé que des personnes considèrent, par-delà le régime de propriété des biens, comme un reflet et une expression de leurs valeurs, croyances, savoirs et traditions en continuelle évolution. Cela inclut tous les aspects de l’environnement résultant de l’interaction dans le temps entre les personnes et les lieux ».

### Le patrimoine culturel en France

#### Historique de la législation française
C'est à la Révolution française qu'apparaissent les prémices d'une législation encadrant la protection du patrimoine, à la suite des décrets de 1789 mettant les biens ecclésiastiques et de la Couronne « à la disposition de la nation ». Les outils juridiques se développent progressivement mais leur portée juridique reste plutôt indicative. La Commission des Monuments (devenue plus tard la Commission temporaire des arts) fait son apparition et un décret de protection du 16 septembre 1792 sanctionne en pleine tourmente les atteintes aux monuments, « considérant qu’en livrant à la destruction les monuments propres à rappeler les souvenirs du despotisme, il importe de préserver et de conserver honorablement les chefs-d’œuvre des arts, si dignes d’occuper les loisirs et d’embellir le territoire d’un peuple libre ».
Mais ce n'est qu'en 1810 que ces dispositions intègrent le code pénal. Le caractère répressif et les réelles peines encourues tardent à se mettre en place. L'abbé Grégoire va jouer un rôle majeur dans la construction de la protection juridique du patrimoine culturel, notamment en interpellant la Commission des monuments sur les destructions massives. Il dresse une liste très détaillée des nombreuses atteintes sur le territoire entier, ce qui permet de localiser les destructions mais aussi d'identifier les auteurs de vandalisme. L'inventaire de Montalivet en 1810 ou la demande au roi faite par François Guizot d'institutionnaliser le poste d'inspecteur des monuments historiques montrent à quel point les personnalités politiques, religieuses ou artistiques ont joué un rôle dans la construction législative relative au patrimoine. Si bien que Victor Hugo demande en 1832 dans son article « Guerre aux démolisseurs » de combler le vide juridique au plus vite, pointant du doigt le peu de réaction de la commission :

« S’il faut une loi, répétons-le, qu’on la fasse. Ici, nous entendons les objections s’élever de toutes parts : Est-ce que les chambres ont le temps ? Une loi pour si peu de chose ! Pour si peu de chose !
Comment ! nous avons quarante-quatre mille lois dont nous ne savons que faire, quarante-quatre mille lois sur lesquelles il y en a à peine dix de bonnes. Tous les ans, quand les Chambres sont en chaleur, elles en pondent par centaines, et, dans la couvée, il y en a tout au plus deux ou trois qui naissent viables. On fait des lois sur tout, pour tout, contre tout, à propos de tout. Pour transporter les cartons de tel ministère d’un côté de la rue de Grenelle à l’autre, on fait une loi. Et une loi pour les monuments, une loi pour l’art, une loi pour la nationalité de la France, une loi pour les souvenirs, une loi pour les cathédrales, une loi pour les plus grands produits de l’intelligence humaine, une loi pour l’œuvre collective de nos pères, une loi pour l’histoire, une loi pour l’irréparable qu’on détruit, une loi pour ce qu’une nation a de plus sacré après l’avenir, une loi pour le passé, cette loi juste, bonne, excellente, sainte, utile, nécessaire, indispensable, urgente, on n’a pas le temps, on ne la fera pas !
Risible ! risible ! risible ! »

— Victor Hugo, , « Guerre aux démolisseurs », La Revue des Deux Mondes, 13 mars 1832.
Après une première loi importante mais imprécise en 1887, la loi de 1913 vient ponctuer des années de travaux et consacrer législativement la protection des monuments historiques.

#### Sens du mot patrimoine
Au XIXe siècle, le patrimoine concernait surtout les éléments architecturaux remarquables et les monuments historiques, mais le sens s'est aujourd'hui élargi.
- Le patrimoine écrit et graphique

Cette notion a désormais remplacé celle de « livres anciens, rares et précieux » utilisée dans les textes. Le patrimoine écrit est confié à la garde des municipalités (bibliothèques municipales et bibliothèques municipales classées), aux bibliothèques universitaires, aux bibliothèques spécialisées ainsi qu'à des établissements autonomes comme la Bibliothèque nationale de France. Des collections de livres sont conservées dans des musées et des dépôts d'archives. Les archives historiques font aussi partie de ce patrimoine écrit : elles sont conservées dans les archives municipales, archives départementales, services d'archives spécialisés et même privés ainsi qu'aux Archives nationales.
- Extension du sens du patrimoine

Depuis les années 1970, le sens du patrimoine a été largement étendu. Il ne se limite plus au cadre strict des éléments architecturaux remarquables et au patrimoine écrit et graphique, mais se consacre également aux langues locales ou encore au patrimoine écrit, notion qui recouvre aussi bien les manuscrits et livres rares que les collections constituées dans un but de conservation (fonds régionaux, collections thématiques…).
On l'applique également aux éléments faunistiques et floristiques, aux éléments paysagers. On parle alors de patrimoine naturel.

#### Législation actuelle
- Le code du patrimoine

En France, le Code du patrimoine a réuni et complété les articles concernant essentiellement le patrimoine écrit (livres, manuscrits…). Les archives sont régies par la loi sur les archives.
- Le patrimoine dans le code de l'urbanisme

L'article L 101-1 du Code de l'urbanisme affirme que Le territoire français est le patrimoine commun de la Nation, et intègre ainsi dans le droit la notion élargie de patrimoine.

#### Patrimoine culturel immatériel
Conformément aux orientations définies par la Convention pour la sauvegarde du patrimoine culturel immatériel de l’UNESCO (2003), le Ministère de la Culture a été chargé d'établir un inventaire du patrimoine culturel immatériel (PCI) en France.
Les éléments sont inclus dans l’inventaire selon leur appartenance aux domaines suivants :
- savoir-faire ;
- pratiques rituelles ;
- musiques et danses ;
- pratiques festives ;
- pratiques physiques traditionnelles ;
- jeux ;
- expressions et traditions orales.

L’inclusion d’un élément dans l’inventaire du PCI en France constitue un simple recensement. Il n’ouvre pas nécessairement droit à des mesures de sauvegarde.
Les éléments du PCI ont fait l'objet d'enquêtes et de fiches. L'inventaire national est disponible sur le site du ministère de la Culture.

#### La Fondation du patrimoine
Créée par la loi du 2 juillet 1996, la Fondation du patrimoine est aujourd'hui la première organisation privée en France destinée à la préservation du patrimoine de proximité. Elle a pour la vocation de défendre et de valoriser un patrimoine non protégé par l'État, notamment rural, mais aussi industriel ou maritime. Elle organise pour cela des campagnes d'appel aux dons sur son site internet.

#### Le patrimoine maritime
La protection patrimoniale s'est étendue au patrimoine maritime, notamment aux bateaux anciens (ou copiés d'anciens) et aux ports.

## En Amérique

### Préservation du patrimoine aux États-Unis

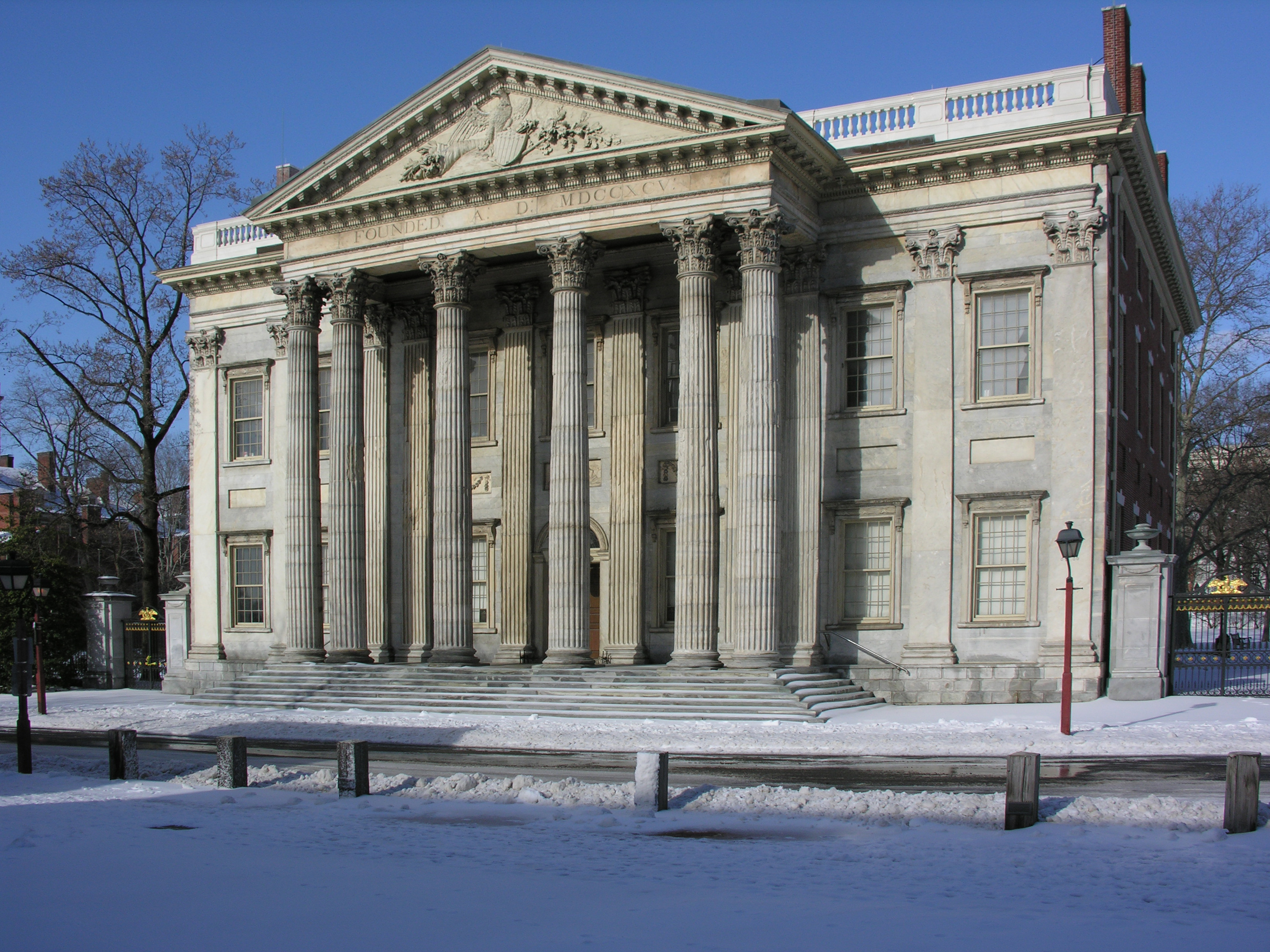
Un exemple de bâtiment inscrit au National Historic Landmark : First Bank of the United States, Philadelphie, 1797

Le patrimoine historique est protégé par la loi dite National Historic Preservation Act promulguée en 1966 et destinée à inventorier les lieux intéressants.
Aujourd'hui, des dizaines de milliers de lieux sont classés aux États-Unis. Il existe trois niveaux de classement :
1. Inscription simple au National Register of Historic Places qui interdit la destruction de l'édifice et offre des subventions locales pour l'entretien du bâtiment ;
2. Le patrimoine reconnu d'importance nationale est aussi inscrit au Registre national des lieux historiques ; il bénéficie de subventions fédérales ;
3. Le National Historic Landmark concerne 2 500 édifices importants[27] comme les capitoles, les musées, les résidences des gouverneurs, etc.

La restauration des édifices historiques est décidée à l'échelon des États fédérés, par le State Historic Preservation Office. La préservation du patrimoine historique a également lieu dans le cadre des municipalités : par exemple, la ville de New York veille à la conservation de 23 000 bâtiments et 82 secteurs, soumis à une réglementation draconienne.

## Dans les pays du Sud
Voir : Patrimoine par pays
Si la notion de patrimoine se réfère originellement à des systèmes de pensée occidentaux, elle émerge désormais dans les pays du Sud, « sur un mode parfois incantatoire : elle vaut promesse de nouveaux revenus et/ou d'affirmation nationale, voire de reconquête identitaire. Le phénomène concerne le patrimoine naturel, avec la multiplication des espèces classées comme patrimoniales et des espaces protégés… Il en va de même pour le patrimoine culturel ».

### Tunisie
La Tunisie compte un patrimoine important, tel que les cités antiques, puniques puis romaines, de Carthage, Kerkouane, Dougga et l'amphithéâtre d'El Jem, ainsi que des sites médiévaux tels que Kairouan et sa grande mosquée, Tunis et Sousse. Tous ces sites sont classés au patrimoine mondial par l'UNESCO.

### Togo
Le Koutammakou est une région située au nord du Togo et du Bénin, en Afrique de l'Ouest, qui abrite les Batammariba.
- Au Togo, le Koutammakou est inscrit depuis 2004 au Patrimoine mondial de l'UNESCO en tant que "Paysage culturel évolutif" parce qu'il est le témoignage vivant d'une culture traditionnelle africaine profondément respectueuse de la nature.

- En 2006, le département du Patrimoine culturel immatériel (PCI) de l'UNESCO, alors dirigé par le professeur Henrikus (Rieks) Smeets, éminent linguiste, a monté un « Programme de préservation du patrimoine culturel immatériel des Batammariba » favorisant la transmission de leurs savoirs, notamment l'apprentissage de leur langue, le ditammari, dans les écoles primaires. Ce programme, qui avait également pour but d'éviter les dérives d'un tourisme de masse, devait inciter les visiteurs à respecter ce lieu à l'égal des habitants. De 2008 à 2012, ce Programme a été coordonné par le Ministère de la Culture du Togo, le Ministère de l'Enseignement primaire du Togo et par Dominique Sewane, anthropologue, experte au Patrimoine mondial et au Patrimoine culturel immatériel de l'UNESCO, auteure d'ouvrages de référence sur la vie cérémonielle des Batammariba.

- En 2006, a été créée à l'Université de Lomé, puis de Kara (Togo), la Chaire UNESCO "Rayonnement de la pensée africaine - Préservation du patrimoine culturel africain", unique sur le continent africain, titulaire Dominique Sewane, auteure de ce projet, sous l'égide de l'Enseignement supérieur et du Département de la Culture de l'UNESCO. Elle prend fin en avril 2018.

## Numérisation du patrimoine
Des bibliothèques, universités et collectivités, des projets collaboratifs (tels que les projets Wikimedia), google (via la numérisation de nombreux ouvrages anciens notamment), et bien d'autres acteurs contribuent à la numérisation du patrimoine, pour en faciliter la protection et la diffusion, quand cela est possible, notamment pour des documents rares ou fragiles que la numérisation permet théoriquement de conserver indéfiniment (photos, films, enregistrements sonores, cartes anciennes, etc.).
Des liens et une méta-information enrichissent chaque document et en facilitent la contextualisation. Des ontologies informatiques et des schémas XML sont élaborés afin de traiter les données du patrimoine et favoriser leur interopérabilité et leur insertion dans le Web sémantique ou le Web des données.
L'ontologie CIDOC CRM (CIDOC Conceptual Reference Model), pour l'information relative au patrimoine culturel, permet de préserver le lien entre le document culturel - du patrimoine matériel ou immatériel - et les événements qui lui sont liés (par exemple sa création, son utilisation, sa conservation, etc.) et, par conséquent, sa contextualisation. Cette approche répondrait aux besoins de disciplines comme l'archéologie, l'histoire, la documentation musicale, etc.
L'interopérabilité des données est facilitée par l'emploi de schémas XML de référence tels que EDM (Europeana Data Model) pour Europeana, LIDO (Lightweight Information Describing Objects) pour les collections de musées. LIDO suit les principes du CIDOC CRM.
Des visites virtuelles de lieux sont possibles par exemple dans le cadre du projet « Grand Versailles Numérique » grâce à une numérisation du Petit Trianon rénové en 2008, avec les meubles d’origine des appartements.